# Vignadula atrata
Vignadula atrata là một loài động vật thân mềm hai mảnh vỏ thuộc họ Mytilidae.  Chúng được Lischke mô tả lần đầu tiên vào năm 1871.